# Kahurangi nationalpark

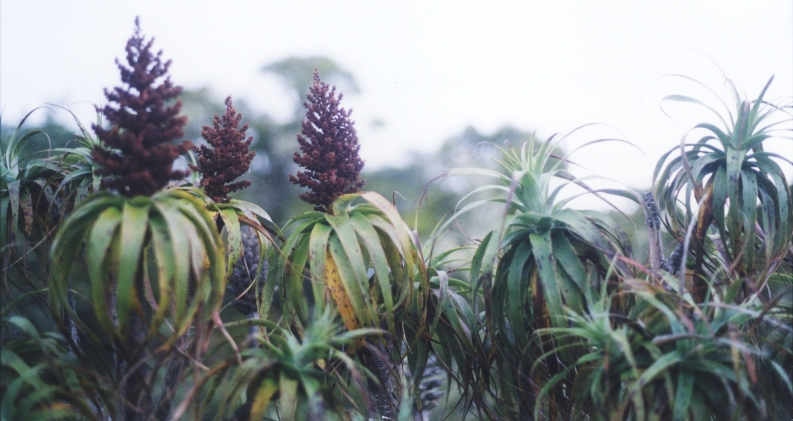
Blommande Dracophyllum traversii i Kahurangi nationalpark

Kahurangi nationalpark är en nationalpark på Sydön i Nya Zeeland. Den inrättades år 1996 och omfattar en yta på cirka 4 515 kvadratkilometer. Detta gör Kahurangi till den näst största nationalparken i Nya Zeeland, bara Fiordland nationalpark är större.
Trakten där Kahurangi nationalpark ligger har varit en boplats för maorier sedan 1300-talet. De första européerna att korsa området var major Charles Heaphy och Thomas Brunner år 1846.
Naturen består av skogar, berg, alpina ängar, floder och sjöar. Mycket av berggrunden består av sedimentära bergarter, som kalksten. Grottor, branta klippor och slukhål är i dessa områden inte ovanliga. Parken är också uppmärksammad för att Nya Zeelands äldsta fossil, daterade till en ålder av 540 miljoner år har hittats där.
Skogarna i parken domineras i öster av sydbokar och i väster av träd ur familjen Podocarpaceae. Närmast kusten finns inslag av palmer (släktet Rhopalostylis).
Fågelfaunan innehåller flera för Nya Zeeland endemiska och hotade arter, som den lilla tättingen Xenicus gilviventris och kiwi (Apteryx haastii). Nya Zeelands största grottspindel och minsta art av weta, en insekt som tillhör ordningen hopprätvingar finns också i parken.